# Jamsarangiyn Sambu
 (novembre 2021).
Si vous disposez d'ouvrages ou d'articles de référence ou si vous connaissez des sites web de qualité traitant du thème abordé ici, merci de compléter l'article en donnant les références utiles à sa vérifiabilité et en les liant à la section « Notes et références ».
Jamsarangiyn Sambu (en mongol : Жамсрангийн Самбуу ; 27 juin 1895 - 21 mai 1972) était un homme politique et diplomate mongol qui, en tant que président du présidium du grand Khoural d'État populaire de la république populaire de Mongolie, a été le président effectif de la république populaire de Mongolie de 1954 jusqu'à sa mort en 1972.

## Biographie

### Jeunesse et début de carrière
Sambu est né en 1895 dans l'actuelle sum de Büren (en) de la province de Töv. Fils d'un berger et d'un éleveur de bétail, il devient employé dans les administrations locales et provinciales à l'âge de 16 ans. À la suite de la révolution mongole de 1921, il rejoint le Parti du peuple mongol (MPP) et obtient un poste important au ministère des Finances (en) en 1922. S'alignant très tôt sur la faction de gauche du parti, Sambu a soutenu les purges et les exécutions de Dogsomyn Bodoo en 1922 et du chef du parti Soliin Danzan (en) en 1924. En 1926, il est nommé chef comptable des recettes et des dépenses de l'État et appelle à une augmentation des impôts sur les étrangers (c'est-à-dire les commerçants chinois) afin de réduire leur contrôle sur l'économie.
En 1928, le septième congrès du Parti inaugure la "période de gauche". Sambu a soutenu et joué un rôle actif dans la mise en œuvre des politiques de gauche soutenues par les soviétiques de collectivisation plus rapide, d'expropriation des terres et de persécution de l'Église bouddhiste. Il a été envoyé dans la province d'Arkhangai en 1930 pour superviser la collectivisation des bergers et la confiscation des biens appartenant aux nobles et à l'Église bouddhiste. Lorsque de violents soulèvements (en) dans l'ouest de la Mongolie ont forcé la réduction de telles politiques en 1932, Sambu a habilement évité le retour de flamme politique de la débâcle qui a frappé nombre des gauchistes les plus extrêmes du parti, notamment Ölziitiin Badrakh (en), Zolbingiin Shijee (en) et le Premier ministre Tsengeltiin Jigjidjav. Entre 1932 et 1936, Sambu a travaillé dans les bureaux administratifs provinciaux du parti dans les provinces de Dundgovi et d'Ömnögovi. En 1936, il dirige un département au ministère de l'Agriculture et de l'Élevage.

### Diplomate

#### Ambassadeur en URSS
Bien qu'il n'ait aucune expérience diplomatique préalable (il n'avait jamais voyagé à l'étranger), Sambu a été nommé ambassadeur de la république populaire de Mongolie à Moscou en 1937, où il a géré les relations bilatérales les plus importantes de la Mongolie. Sambu avait été l'un des premiers partisans du leadership soviétique dans les affaires mongoles (il appelait souvent l'Union soviétique le "grand frère" de la Mongolie) et était considéré par le chef suprême de la Mongolie, Horloogiyn Choybalsan, comme quelqu'un sur qui il pouvait compter pour mener à bien la ligne du parti sans déviation. Tout au long de la Seconde Guerre mondiale, Sambu a joué un rôle clé dans l'acheminement de l'aide monétaire et matérielle mongole à l'Armée rouge soviétique combattant les troupes allemandes. Il a également pris un vif intérêt à soutenir les étudiants mongols (y compris le futur leader Yumjagiyn Tsedenbal) qui étudiaient en Russie, les considérant comme la clé de l'avenir de la Mongolie et a formé de nombreux futurs diplomates mongols. Cependant, Sambu était également le principal représentant diplomatique de son pays pendant les répressions staliniennes en Mongolie (en) au cours desquelles plusieurs des principaux dirigeants de la Mongolie ont été arrêtés, transportés en Union soviétique et exécutés, dont beaucoup au champ de tir de Butovo juste à l'extérieur de Moscou.

#### Conseils au berger
Sambu a publié son ouvrage le plus populaire Conseils aux bergers (алчдад өгөх зөвлөгөө) en 1945. Le livre contenait des conseils sur l'élevage que Sambu avait recueillis auprès d'experts et d'éleveurs locaux. Il combinait des pratiques efficaces tirées du folklore traditionnel et des méthodes scientifiques modernes. L'ouvrage a été largement admiré en Mongolie et a été réimprimé en 1999 et 2000 lorsque les bergers mongols ont subi des hivers difficiles.

#### Ambassadeur en république populaire démocratique de Corée
De retour en Mongolie avec une réputation accrue de son travail en temps de guerre avec les soviétiques et ses conseils aux bergers, Sambu a été nommé sous-ministre des Affaires étrangères en 1946. De 1950 à 1952, il a été ambassadeur à Pyongyang (république populaire démocratique de Corée) au plus fort de la guerre de Corée. De 1952 à 1954, il a été vice-ministre des Affaires étrangères et vice-président de la Société d'amitié mongole-soviétique de 1953 à 1954.

### Président de la Mongolie
En 1951, Sambu a été élu au grand Khoural d'État et le 7 juillet 1954 a été nommé président du Présidium du grand Khoural d'État (le poste en grande partie cérémoniel de chef d'État titulaire ou de président de la Mongolie, un poste qu'il occupera jusqu'à sa mort). À partir de 1954, Sambu a servi simultanément au Comité central et en tant que membre du Politburo du Comité central du MPRP. Sambu est décédé d'un cancer le 21 mai 1972 à l'âge de 76 ans et a reçu des funérailles nationales.

#### Livres
En plus de Conseils aux bergers, Sambu a également écrit Sur la question de la religion et des lamas (Шашин ба ламн нарын асуудалд) en 1961, et son autobiographie From Life's Path (Амьдралын замналаас), publiée en deux parties en 1965 et 1970.

#### Récompenses
Il a reçu la médaille de l'Ordre de Sükhbaatar à quatre reprises, l'Ordre soviétique du Drapeau rouge du travail à deux reprises, l'Ordre de l'étoile polaire ainsi que l'Ordre de Lénine et le Prix Lénine pour la paix en 1966.